# Rast & Gasser M1898
Pour les articles homonymes, voir Rast et Gasser.

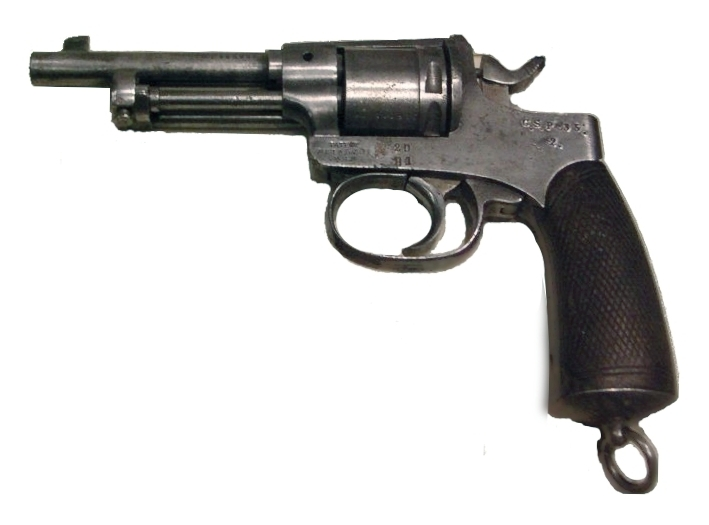
Le revolver Rast und Gasser M1898.

Le revolver autrichien Rast und Gasser Modell 1898 fut utilisé par l'Armée austro-hongroise durant la Première Guerre mondiale.

## Présentation
Ce revolver à barillet non basculant et carcasse fermée fut produit à près de 180 000 exemplaires de 1898 à 1919 par la firme Waffenfabrik Leopold Gasser de Vienne. Il possède un percuteur situé sur l'arme elle-même et non sur le chien. Il fonctionne en double action et est muni d'une portière de chargement et d'un extracteur individuel par tige. Son canon comporte 4 rayure à droite. Sa munition est proche (en dimensions) mais non interchangeable avec celle du Revolver Mle 1892 8 mm français. Il a été copié en Belgique par la Manufacture d'Armes Liégeoise en 7,62mm Nagant.
Bien que retiré du service  dans la cavalerie au profit du Roth-Steyr M1907 et de l'infanterie, remplacé par le Steyr Hahn M11/M12/M12 P16, il connut 1914-1918 puis la Seconde Guerre mondiale aux mains de combattants italiens et yougoslaves.

## Données numériques
- Munition : 8mm Gasser
- Longueur totale : 22,4 cm
- Masse à vide : 935 g
- Barillet : 8 coups (rare sur un modèle de guerre)

## Sources en français
- D. VENNER, Le Grand Livre des Armes, J. Grancher, 1979
- COLLECTIF (spécialistes tchèques), Encyclopédie illustrée des Armes des 1re et 2e Guerres mondiales, Gründ,2001
- livre en Allemand de Rolf Muller "Geschichte und Technik der europäischen Militärrevolver Band 2"